# Mast Point
Der Mast Point ist das Westkap von Ardery Island im Archipel der Windmill-Inseln vor der Budd-Küste des ostantarktischen Wilkeslands. 
Luftaufnahmen der US-amerikanischen Operation Highjump (1946–1947) und Operation Windmill (1947–1948) dienten der Kartierung dieser Landspitze. Das Advisory Committee on Antarctic Names benannte sie 1963 nach Clarence W. Mast (* 1937), Mitglied der Mannschaft auf der Wilkes-Station im Jahr 1958.